# Mimudea melanephra
Mimudea melanephra là một loài bướm đêm trong họ Crambidae.